# Campeonato Mundial de Curling Masculino de 1999
El XLI Campeonato Mundial de Curling Masculino se celebró en Saint John (Canadá) entre el 3 y el 11 de abril de 1999 bajo la organización de la Federación Mundial de Curling (WCF) y la Federación Canadiense de Curling.
Las competiciones se realizaron en el Harbour Station de la ciudad canadiense.

## Tabla de posiciones
| Pos | Equipo         | G | P | G–P |
| --- | -------------- | - | - | --- |
| 1   | Canadá         | 8 | 1 | –   |
| 2   | Escocia        | 6 | 3 | 1–0 |
| 3   | Estados Unidos | 6 | 3 | 0–1 |
| 4   | Suiza          | 5 | 4 | –   |
| 5   | Noruega        | 5 | 4 | –   |
| 6   | Dinamarca      | 5 | 4 | –   |
| 7   | Finlandia      | 4 | 5 | 1–0 |
| 8   | Alemania       | 4 | 5 | 0–1 |
| 9   | Suecia         | 2 | 7 | –   |
| 10  | Nueva Zelanda  | 0 | 9 | –   |

## Cuadro final
|  | Semifinales    | Semifinales |   |       | Final          | Final |  |
|  |                |             |   |       |                |       |  |
|  |                |             |   |       |                |       |  |
|  | Canadá         | 8           |   |       |                |       |  |
|  | Suiza          | 5           |   |       |                |       |  |
|  |                |             |   |       |                |       |  |
|  |                |             |   |       |                |       |  |
|  |                |             |   |       | Canadá         | 5     |  |
|  |                | Escocia     | 6 |       |                |       |  |
|  |                |             |   |       |                |       |  |
|  |                |             |   |       |                |       |  |
|  |                |             |   |       | Tercer lugar   |       |  |
|  |                |             |   |       |                |       |  |
|  | Escocia        | 6           |   | Suiza | 8              |       |  |
|  | Estados Unidos | 4           |   |       | Estados Unidos | 3     |  |